# Paus (Alquerubim)
Paus é um lugar da freguesia de Alquerubim, no Município de Albergaria-a-Velha. Foi vila e sede de concelho até ao início do século XIX. Era constituído apenas pela freguesia de Alquerubim e tinha, em 1801, 1 252 habitantes.